# 사봉초등학교
사봉초등학교는 대한민국 경상남도 진주시 사봉면 사곡리에 있는 공립 초등학교이다.

## 학교 연혁
- 1925년 7월 1일 사봉공립보통학교 개교
- 1938년 4월 1일 사봉공립심상소학교로 개칭
- 1941년 4월 1일 사봉공립국민학교로 개칭
- 1981년 3월 1일 병설유치원 개원
- 1993년 3월 1일 부계분교장 통합
- 1994년 3월 1일 등건국민학교 통합
- 1996년 3월 1일 사봉초등학교로 개칭
- 2014년 9월 1일 제26대 석길환 교장 취임
- 2017년 2월 17일 제88회 졸업(졸업생 총수 4,311명)

## 학교 상징
- 교화 - 개나리 : 어디서나 잘 자라고 함께 하면 더 아름답다. 입학식과 함께 꽃을 피우는 개나리는 새로운 시작과 희망을 상징한다.
- 교목 - 팽나무 : 무성하고 늘 푸르고 곧게 뻗은 가지는 늠름함을 상징한다. 미래의 꿈나무인 어린이들의 꿈을 상징하고 있다.

## 참고 자료
- 사봉초등학교 - 한국교육학술정보원 학교알리미